# Ogboni

Ẹdan Ògbóni o ẹdan òlóló, emblema de la sociedad Ogboni.
· La cadena que conecta estas dos figuras permite que un miembro de la asociación Ogboni u Oshugbo las lleve en público como emblemas de autoridad.
· El hombre (derecha) muestra el saludo Ogboni, que es apretando el puño izquierdo sobre el derecho.
· La mujer (izquierda) sostiene sus pechos en señal de bienvenida y generosidad.
· El uso de aleación de cobre y hierro expresa la preocupación de Ogboni / Oshugbo por la longevidad y la durabilidad.
----
Figura de ~1800. Actualmente en el Museo de Arte de Cleveland.

El Ogboni (Ògbóni según la ortografía tonal) también conocido como Osugbo (Òsùgbó) en el Ijèbú, es una antigua fraternidad de carácter espiritual y político conformada por miembros yorubas de Nigeria, la República de Benín y Togo, así como entre el pueblo edo. Tuvieron un rol importante en las sociedades yorubas del pasado y, aunque en menor medida, lo siguen teniendo en la actualidad. El Ogboni se subdivide en varias logias (ilédì, 'casa de reuniones').
Antiguamente supusieron una de las mayores instituciones de autoridad entre los yorubas y su función principal fue mantener el orden. En la actualidad, el Ogboni se considera una sociedad secreta ya que sus asuntos nunca se hacen públicos, y desempeña una serie de funciones políticas y religiosas, que incluyen principalmente influir sobre las decisiones políticas de los gobernantes tradicionales y actuar como tribunales superiores de justicia para delitos capitales. Usan un vocabulario específico y secreto derivado de la lengua yorùbá, y muchos analistas han encontrado una equivalencia entre el Ogboni y la Masonería.
Se considera que sus miembros constituyen la clase noble de los diversos reinos yorubas del África occidental. La membresía se concede por invitación, únicamente. Tanto hombres como mujeres pueden pertenecer al Ogboni, pero para ser aceptado como miembro se debe tener un comportamiento moral ejemplar. Entre sus integrantes se encuentran políticos, doctores, abogados, militares y religiosos que realizan los rituales y ceremonias (babaláwos, babalòrìshàs e ìyálórìshàs).

## Etimología
El nombre Ogboni proviene de una contracción de ọgbón ('sabiduría') y eni ('que es'), es decir «el que es sabio». Ọgbón quiere decir persona mayor, 'anciano', que entre los yorubas se identifica como una «persona sabia». En el mismo nombre se puede observar, por lo tanto, el énfasis de la sociedad en la autoridad gerontocrática.
El nombre Osugbo posiblemente provenga de Osogbo, ciudad nigeriana de donde se cree originaria esta sociedad. Según otros autores, proviene de òṣùgbó, literalmente: «le creció cabello gris», de nuevo, una referencia a las personas mayores y su sabiduría.

## Historia

### Origen mitológico
A principios de la Creación, la orisha Ìyàmi dio a luz a Ogbo, Oni y después a catorce hijos más. La rivalidad entre los dos hermanos mayores trajo el caos al universo, por lo que la madre les obligó a hacer un pacto de hermandad y jurar que nunca volverían a pelearse, naciendo así la primera fraternidad que toma el nombre de ambos: Ògbóni. De este mito fundacional se extraen las bases que consolidan la función del Ogboni como institución que debe mantener el equilibrio en la sociedad, es decir, el orden social yoruba.
Los miembros del Ogboni se consideran a sí mismos como descendientes de Odùduwà, principal deidad creadora, por lo que se autodenominan Ọmọ Odùduwà ('hijos de Odùduwà').

### Etapa precolonial
A lo largo de la historia se han podido encontrar diversas «versiones» de la fraternidad en los reinos e imperios yorubas, como el imperio Oyo, o también en ciudades y pueblos independientes de las subtribus ègbá y èkiti. 

### Actualidad
En contemporánea Yorubalandia, los miembros Ogbonis todavía poseen gran poder e influencia en los asuntos de sus sociedades, aunque esto se debe en gran parte a la historia de sus respectivas jefaturas y no a una autoridad oficial.

## Características
Los Ogboni son reconocibles por su veneración de la tierra personificada (Ilè u Oduduwa) y su respeto a la gerontocracia como en el servicio a la comunidad. Si bien la pertenencia a los Ogboni generalmente significaba un alto nivel de poder y prestigio, la sociedad tenía una autoridad política preeminente entre los grupos descentralizados como ègbá, donde estaban íntimamente involucrados en la selección de gobernantes que en la práctica servían como poco más que testaferros. 

### Arte y simbolismo
Las diferentes logias Ogboni fueron responsables de la conocida joyería y escultura de latón, un típico arte yoruba precolonial, aprovechando este metal resistente a la oxidación como alegoría de las funciones y las creencias «inmortales» de los adeptos Ogboni. El más reconocible de estos símbolos era un par de iniciados Ogboni, un hombre y una mujer, sujetos por una cadena y que se usaban alrededor del cuello. Se cree que la pareja simboliza el apego de los sexos en la procreación y la sociedad equilibrada. En la mitología yoruba, la dualidad femenina-masculina es uno de los conceptos básicos que generan el orden en el universo y el Ogboni debe velar por mantener ese equilibrio. Los yorubas, por respeto a este dualismo sagrado, creen en la igualdad de género entre hombres y mujeres. 
Generalmente, una o ambas figuras sostienen un pulgar en el agarre de la mano opuesta, un signo con la mano que denota iniciación y membresía.

### Iwarefa
Cada logia Ogboni está dirigida por un grupo de seis oficiales principales que se conocen colectivamente como Iwarefa (lit. «Seis sabios»). Estos individuos son las figuras con mayor autoridad dentro de cada logia, puesto que dictan sus políticas y conforman el consejo de asesores del rey o jefe tribal virreinal.

## Legado
Varias fraternidades en Nigeria han incorporado referencias e insignias del Ogboni original, incluida la Fraternidad Ogboni Reformada, el Ogboni Indígena y varios otros. Muchas de estas sociedades contemporáneas combinan elementos de las funciones históricas de Ogboni con instituciones relativamente similares como la francmasonería y el Rotary Club.
Las instituciones tradicionales similares que combinan deberes políticos, judiciales y sagrados existen entre las diversas nacionalidades étnicas del sur de Nigeria, incluida Nze na Ozo en el sureste de Nigeria de habla igbo y ekpe (o ngbe o ugbe) en la región del Río Cross en el sureste de Nigeria y el suroeste de Camerún. Las sociedades secretas iniciáticas son una característica común del gobierno precolonial en gran parte de África occidental y central.